# De Schweiziske Brødre
De Schweiziske Brødre var anabaptister, en gruppe radikale evangeliske reformatorer, der oprindeligt var tilhængere af Ulrich Zwingli i Zürich. I 1525 dannede bl.a. Felix Manz, Conrad Grebel og Georg Blaurock en ny gruppe, der forkastede barnedåb og prædikede en sand kristendom. Da bevægelsen bredte sig til hele Schweiz, blev tilhængerne kendt som De Schweiziske Brødre.
De Schweiziske Brødre mente ikke, at Zwinglis reformer gik hurtigt nok. Afvisningen af barnedåb adskilte De Schweiziske Brødre fra andre reformatorer. Brødrene hævdede, at da Bibelen ikke nævner barnedåb, skulle den heller ikke praktiseres af kirken.
Dette synspunkt blev angrebet af Ulrich Zwingli. Det kom til en offentlig debat, hvorunder byrådet bakkede op om Zwinglis holdning. De Schweiziske Brødre indledte, hvad der blev til den anabaptistiske bevægelse. Dket medførte, at de blev forfulgt af både de andre reformatorer og af den katolske kirke.
På grund af forfølgelserne flyttede mange af disse anabaptister til de omkringliggende lande. De Schweiziske Brødre blev senere kendt som mennonitter efter en splittelse i bevægelsen i 1693. Mange af mennonitterne i Frankrig, det sydlige Tyskland, Holland og Nordamerika, samt de fleste amish-folk nedstammer fra De Schweiziske brødre.

Denne artikel er en oversættelse af artiklen Swiss Brethren på den engelske Wikipedia.